# Paradox van Hempel

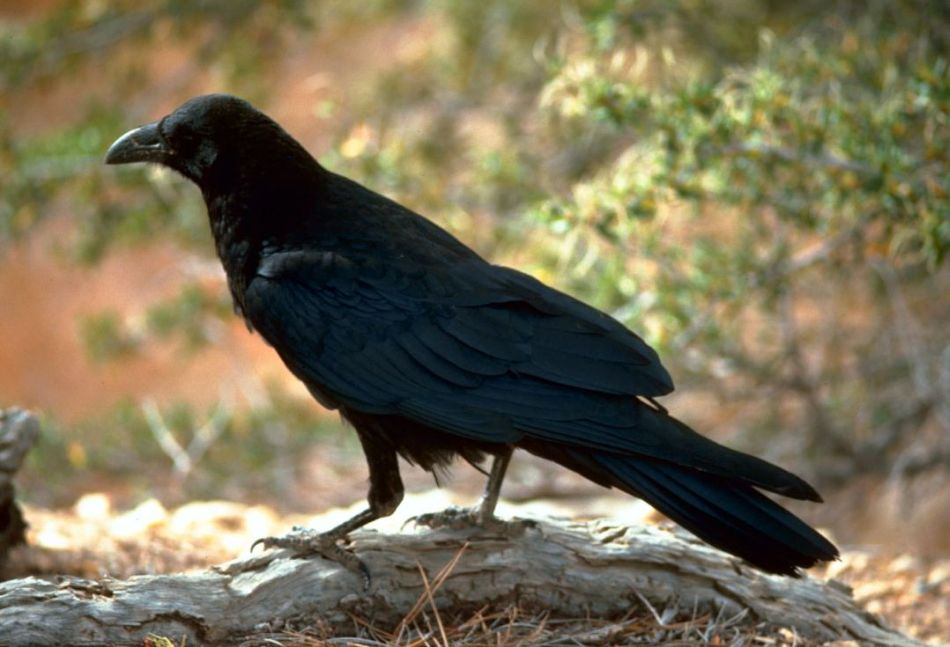
Een zwarte raaf

De paradox van Hempel (soms ook de ravenparadox genoemd) is een paradox voorgesteld door de Duitse logicus Carl Gustav Hempel in de jaren 40 om een probleem te illustreren waar de inductieve logica de intuïtie tegenspreekt.

## Het probleem
Hempel geeft een voorbeeld van het inductieprincipe: de stelling dat alle raven zwart zijn. Er wordt een steekproef genomen en men controleert een miljoen raven en ze zijn allemaal zwart. Na elke observatie zal het geloof in de stelling "alle raven zijn zwart" lichtjes verhogen. Het inductieprincipe lijkt hier redelijk.

Niet-zwarte niet-raven

Nu komt het probleem. De uitspraak "alle raven zijn zwart" is logisch gelijkwaardig met de uitspraak "alle niet-zwarte dingen zijn niet-raven". Als we een rode appel opmerken, dan is dat consistent met deze tweede uitspraak. Een rode appel is een niet-zwart ding, en het is een niet-raaf. Door het inductieprincipe kan men dus zeggen dat het observeren van een rode appel het geloof in de stelling dat alle raven zwart zijn verhoogt. Dit gaat tegen de intuïtie in.
In feite bestaat de kans nog steeds dat een witte raaf gevonden wordt, want zelfs al test men deze casus één miljoen keer (zoals ook een appel één miljoen keer uit een boom kan vallen), er resten "oneindig" min één miljoen keer van de gevallen waarin de mogelijkheid bestaat dat er een witte raaf opduikt (waarin de appel niet uit de boom valt). De stelling dat alle niet-zwarte dingen meteen ook niet-raven zijn, is dus onderhevig aan voldoende inductieve ervaring. Op het moment dat één witte raaf ontdekt wordt, wat zeer onwaarschijnlijk is, door de inductieve ervaring van één miljoen zwarte raven, stort deze "zekere kennis" in elkaar. Besluit: kennis blijft onzeker, omdat men steeds moet vertrekken van inductie, in plaats van deductie.
Het verhaal is hiermee echter niet af. In 1967 heeft de Britse wiskundige Irving John Good een artikel geschreven waarin hij de paradox van Hempel onderuit haalt. Hempel gaat namelijk uit van de intuïtieve premisse "A case of an hypothesis supports the hypothesis". Dit is echter niet juist.
Voorbeeld: Neem wereld 1 met een miljoen vogels. Honderd daarvan zijn raven, allen zwart. Wereld 2 heeft een miljoen raven waarvan er honderdduizend zwart zijn en waarbij de rest wit is. Men observeert nu een vogel, een zwarte raaf. In welke wereld zit men dan? Toepassing van de stelling van Bayes met gelijke a priori's voor de twee hypothesen leert dat men met 1000 tegen 1 kan aannemen dat men in wereld 2 zit. Het feit dat er een zwarte raaf werd geobserveerd, kan nu klaarblijkelijk niet als een ondersteuning opgevat worden van de hypothese dat alle raven zwart zijn. Daarmee blijkt Hempels premisse in zijn algemeenheid onwaar. Hempels redenering komt op losse schroeven te staan, de paradox verdwijnt.
De crux van het voorbeeld is dat de beoordeling van een hypothese altijd moet geschieden in concurrentie met andere hypothesen die (ook) zodanig zijn ingericht dat de waarschijnlijkheid van de waarnemingen bepaald kan worden.